# Erythropterus cuissi
Erythropterus cuissi là một loài bọ cánh cứng trong họ Cerambycidae.